# Bình Thuận, Quận 7
Bình Thuận là một phường thuộc Quận 7, Thành phố Hồ Chí Minh, Việt Nam.

## Địa lý
Phường Bình Thuận nằm ở phía bắc Quận 7, có vị trí địa lý:
- Phía đông giáp phường Tân Thuận Đông
- Phía tây giáp các phường Tân Quy và Tân Kiểng
- Phía nam giáp phường Tân Phú
- Phía bắc giáp phường Tân Thuận Tây.

Phường có diện tích 1,62 km², dân số năm 2021 là 33.055 người,  mật độ dân số đạt 20.404 người/km².

## Lịch sử
Phần lớn địa bàn phường Bình Thuận hiện nay trước đây là một phần xã Tân Thuận Tây thuộc huyện Nhà Bè.
Ngày 6 tháng 1 năm 1997, Chính phủ ban hành Nghị định số 03-CP. Theo đó:
- Chuyển xã Tân Thuận Tây về Quận 7 mới thành lập
- Thành lập phường Bình Thuận trên cơ sở 149 ha diện tích tự nhiên và 4.181 người của xã Tân Thuận Tây; 16 ha diện tích tự nhiên và 1.902 người của xã Tân Quy Đông.

Sau khi thành lập, phường có 165 ha diện tích tự nhiên và 6.083 người.